# Katalaza-peroksidaza
Katalaza-peroksidaza (EC 1.11.1.21, katG (gen)) je enzim sa sistematskim imenom donor:vodonik-peroksid oksidoreduktaza. Ovaj enzim katalizuje sledeću hemijsku reakciju
(1) donor + 2O2 {\displaystyle \rightleftharpoons } oksidovani donor + 2 H2O
(2) 2 2O2 {\displaystyle \rightleftharpoons } O2 + 2 2O
Ovaj enzim se razlikuje od EC 1.11.1.7 peroksidaze po tome što ima relativno jako katalazno dejstvo sa H2O2 kao donorom, pri čemu se formira O2.

## Literatura
- Nicholas C. Price; Lewis Stevens (1999). Fundamentals of Enzymology: The Cell and Molecular Biology of Catalytic Proteins (Third изд.). USA: Oxford University Press. ISBN 019850229X.
- Eric J. Toone (2006). Advances in Enzymology and Related Areas of Molecular Biology, Protein Evolution (Volume 75 изд.). Wiley-Interscience. ISBN 0471205036.
- Branden C; Tooze J. Introduction to Protein Structure. New York, NY: Garland Publishing. ISBN 0-8153-2305-0.
- Irwin H. Segel. Enzyme Kinetics: Behavior and Analysis of Rapid Equilibrium and Steady-State Enzyme Systems (Book 44 изд.). Wiley Classics Library. ISBN 0471303097.
- William P. Jencks (1987). Catalysis in Chemistry and Enzymology. Dover Publications. ISBN 0486654605.

## Spoljašnje veze
- Catalase-peroxidase на 